# Palmanova (Italia)
Palmanova (en friulano Palme) es un municipio de la provincia de Udine, en la región de Friul-Venecia Julia, en Italia. 
Palmanova es famosa por su ciudadela, edificada en 1593 por los venecianos con planta de estrella de 9 puntas. Nombrada monumento nacional en 1960 y en 2017, entró a formar parte de la Lista del Patrimonio de la Humanidad de la UNESCO bajo la denominación de Fortificaciones venecianas de defensa de los siglos XVI al XVII: Stato da Terra – Stato da Mar Occidental.

## Geografía
Palmanova está situada en la zona central de la región de Friul-Venecia Julia, entre las autopistas A23 Udine-Tarvisio y A4 Torino-Trieste. 
Limita con los municipios de Bagnaria Arsa, Bicinicco, Gonars, San Vito al Torre, Santa Maria la Longa, Trivignano Udinese y Visco. Se encuentra a 20 km de Udine, la capital de la provincia homónima, a 28 km de Gorizia y a 55 km de Trieste.

## Historia

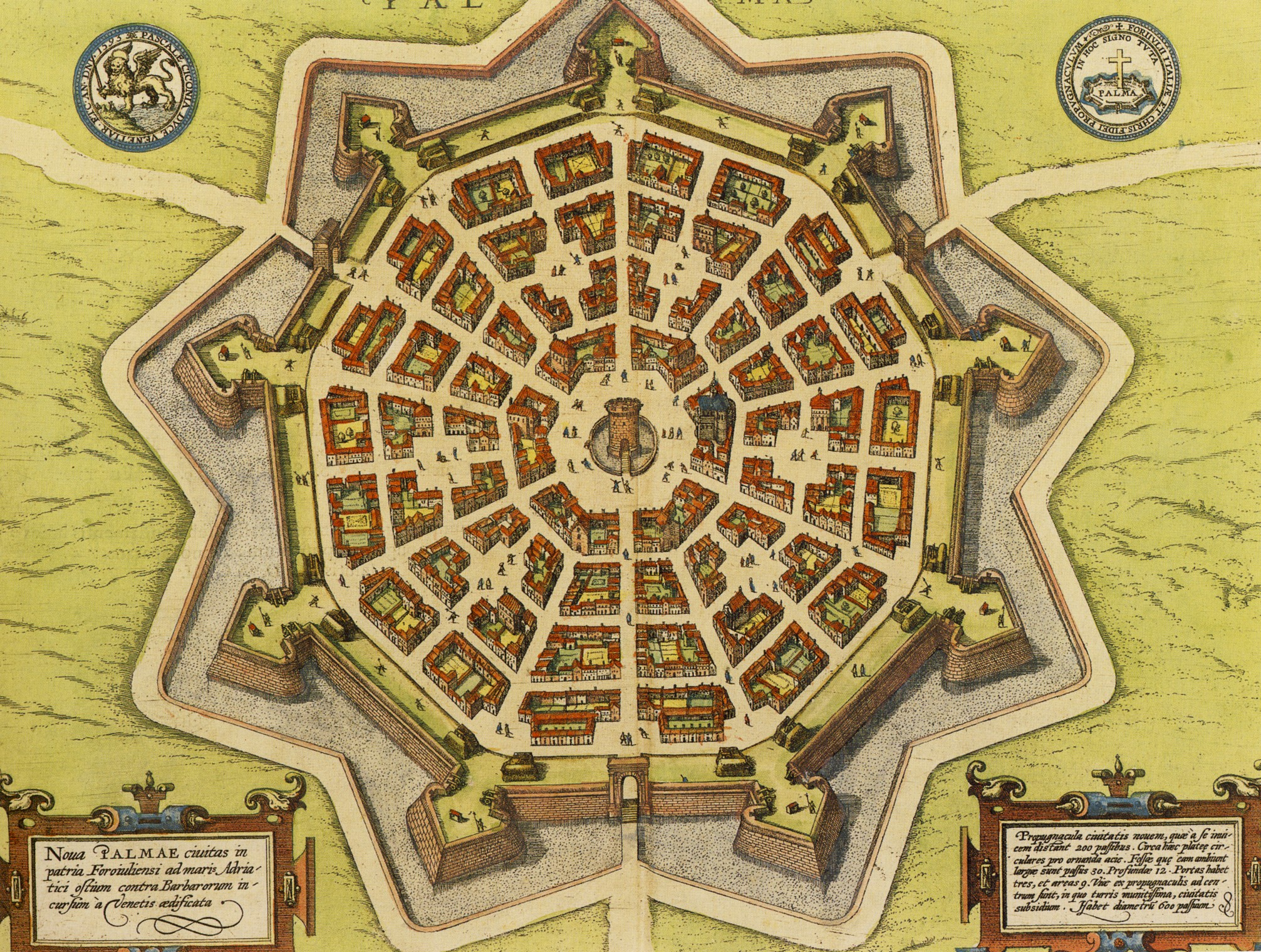
Mapa de la ciudad fortificada de Palmanova en el.

La Dieta de Worms, puso fin a una larga guerra entre la República de Venecia y el Archiducado de Austria, estableciendo unas fronteras anómalas con la creación de una serie de enclaves venecianos en territorio austriaco y viceversa, se les dio el nombre de "a pelle di leopardo" (piel de leopardo). Para fortalecer las defensas en la región, Venecia decidió construir desde cero una ciudadela en las llanuras de la región, que pudiera detener las incursiones del Imperio otomano y poner freno a las intenciones expansionistas del archiduque. 
La realización del proyecto fue llevada a cabo por un equipo formado por ingenieros, arquitectos y expertos en el tratado de fortificaciones militares de la Oficina de Venecia, incluyendo el superintendente general Giulio Savorgnan. El 7 de octubre de 1593 fue colocada la primera piedra para la construcción de la nueva fortaleza y Marcantonio Barbaro fue nombrado el primer superintendente general de Palmanova.
La fortaleza veneciana estaba equipada con dos círculos de fortificaciones con las cortinas, bastiones, falsabragas, fosos y revellines para proteger las tres entradas de la ciudad. Palmanova fue concebida como una máquina de guerra, el número de baluartes y la longitud de los lados se establecieron de acuerdo con el alcance de los cañones de la época. 
En 1797 fue tomada por los austriacos, un comandante austriaco, mediante el engaño, logró entrar en la fortaleza y tomarla. Al poco tiempo, cayó bajo el control de Francia. Tras el Tratado de Campo Formio, retornó a manos austriacas hasta 1805, año en el que los franceses volvieron a ocupar la ciudad. Durante este período, Napoleón ordenó la construcción del tercer anillo defensivo. 
En 1814 Palmanova volvió a manos austriacas. Durante el dominio de Austria (1815-1866) se construyó el Teatro Sociale, destinado a convertirse en un semillero de los valores del Risorgimento, de modo que, en 1848, los ciudadanos dirigidos por el general Zucchi, se levantaron contra los austriacos y tomaron el control de la ciudad, sufriendo por ello un largo asedio.
En 1866 fue anexionada al Reino de Italia. Durante la Primera Guerra Mundial, la fortaleza fue el centro de distribución y suministros a las tropas en el río Isonzo, después de la Batalla de Caporetto, Palmanova fue incendiada por las tropas italianas en retirada. Durante la Segunda Guerra Mundial, el arcipreste Giuseppe Merlino logró que los alemanes decidieran no demoler la fortaleza. 

## Economía
Hasta principios de la década de los 90, la ciudad al igual que gran parte de la región del Friul, gran parte de sus ganancias procedían de los numerosos emplazamientos militares situados en la zona. Tras la caída del Muro de Berlín, muchos fueron abandonados. Esto, unido a la Gran Recesión a principios del siglo XXI, provocó una considerable reducción de las actividades comerciales. 
En los últimos años, se han intensificado los esfuerzos para atraer el turismo, centrándose en la singularidad del trazado de la ciudad como en eventos culturales.

## Evolución demográfica
| Gráfica de evolución de Palmanova entre 1861 y 2021 |
|                                                     |
| Fuente ISTAT                                        |